# فرنسيس كابوت لويل
فرنسيس كابوت لويل (بالإنجليزية: Francis Cabot Lowell) هو شخصية أعمال أمريكي، ولد في 7 أبريل 1775 في نيوبوريبورت في الولايات المتحدة، وتوفي في 10 أغسطس 1817 في بوسطن في الولايات المتحدة.

## وصلات خارجية
- فرنسيس كابوت لويل على موقع الموسوعة البريطانية (الإنجليزية)